# Torside Reservoir
Torside Reservoir är en reservoar i Storbritannien.   Den ligger i riksdelen England, i den centrala delen av landet, 250 km nordväst om huvudstaden London. Torside Reservoir ligger 200 meter över havet. Arean är 0,43 kvadratkilometer. I omgivningarna runt Torside Reservoir växer i huvudsak blandskog. Den sträcker sig 0,8 kilometer i nord-sydlig riktning, och 1,8 kilometer i öst-västlig riktning.